# Квадратний шліц

Графічне позначення шліца

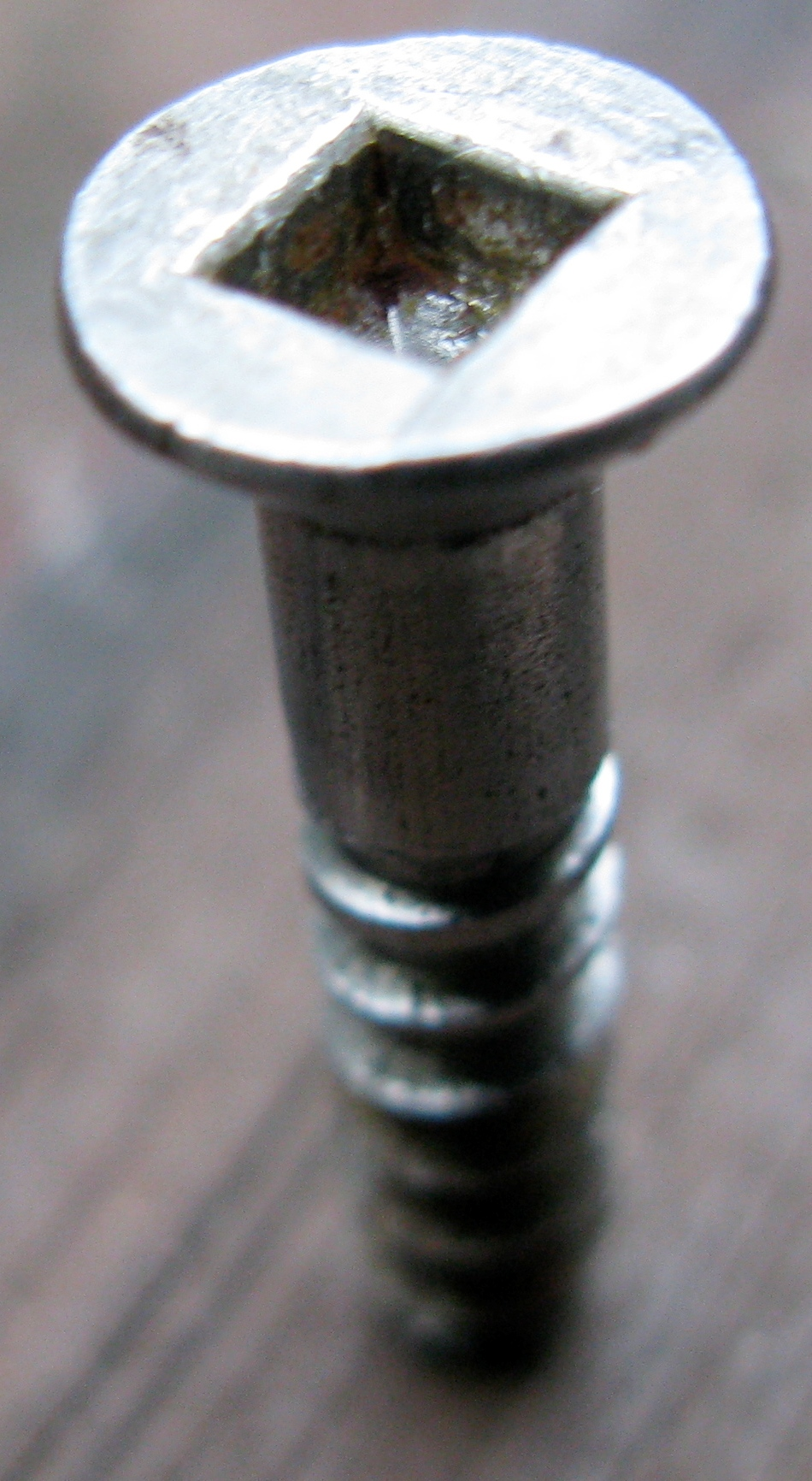
Саморіз з квадратним шліцем

Квадратний шліц або Шліц Робертсона, також відомий як квадрат або Scrulox, описаний як Type III Center Square в стандарті ANSI, має поглиблення у формі квадрата на гвинті і квадратну відповідну частину на інструменті. Як інструмент, так і шліц мають невелику пірамідальність, для можливості отримання шліца методом холодного формування і спрощення потрапляння інструменту в шліц. Металовироби зі шліцом Робертсона поширені в Канаді і поступово набувають популярності в інших країнах. Закінчення терміну патентного захисту і сукупність достоїнств зробили вироби з цим шліцом популярними в столярній справі.
Шліц Робертсона зручний для роботи однією рукою, оскільки здатен утримувати гвинт на викрутці. Також форма шліца дозволяє частково зішліфовути головку гвинта.
Внутрішнє поглиблення у формі квадрата (а також трикутника) в головці гвинта було задумано за кілька десятиліть до того, як канадець П. Л. Робертсон в 1908 році винайшов свій шліц, викрутку для нього та отримав патент в 1909 році в Канаді і в 1911 році в США (№ 1003657). Утім, як і багато інших «розумних» форм шліців, запатентованих в період з 1860-х по 1890-ті, масове виробництво за час дії патенту так і не було налагоджено, в тому числі через технологічні труднощі.
Сучасною реінкарнацією шліца Робертсона є шліц Nüvo, який є зворотно сумісним зі шліцом Робертсона, але має закруглені грані, що при використанні біти Nüvo, за запевненням виробника «значно зменшує биття і небезпеку зриву шліца, а також дозволяє роботу однією рукою».

## Галерея

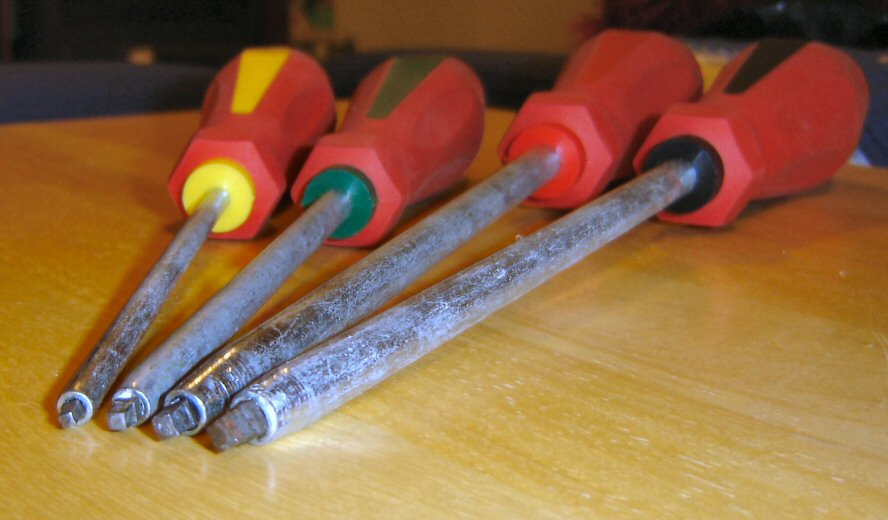
Викрутка під шліц Робертсона, зблизька
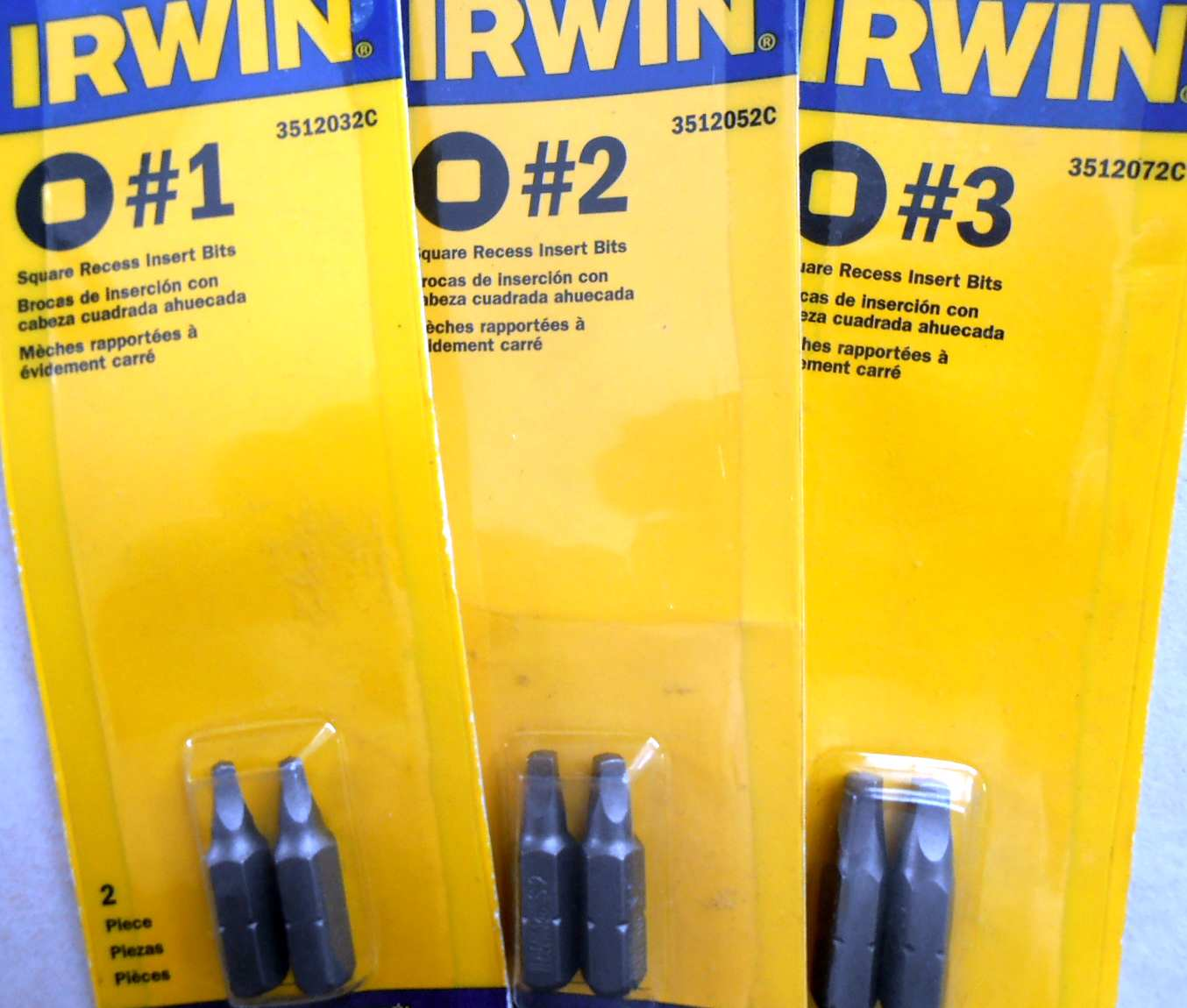
Біти різних розмірів під шліц Робертсона
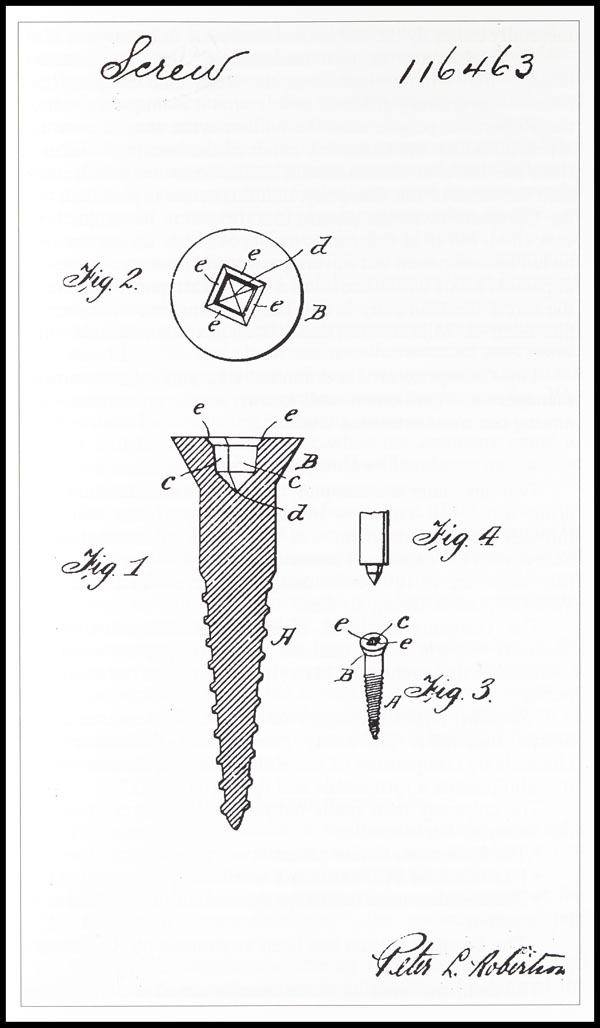
Ілюстрація з патенту Робертсона
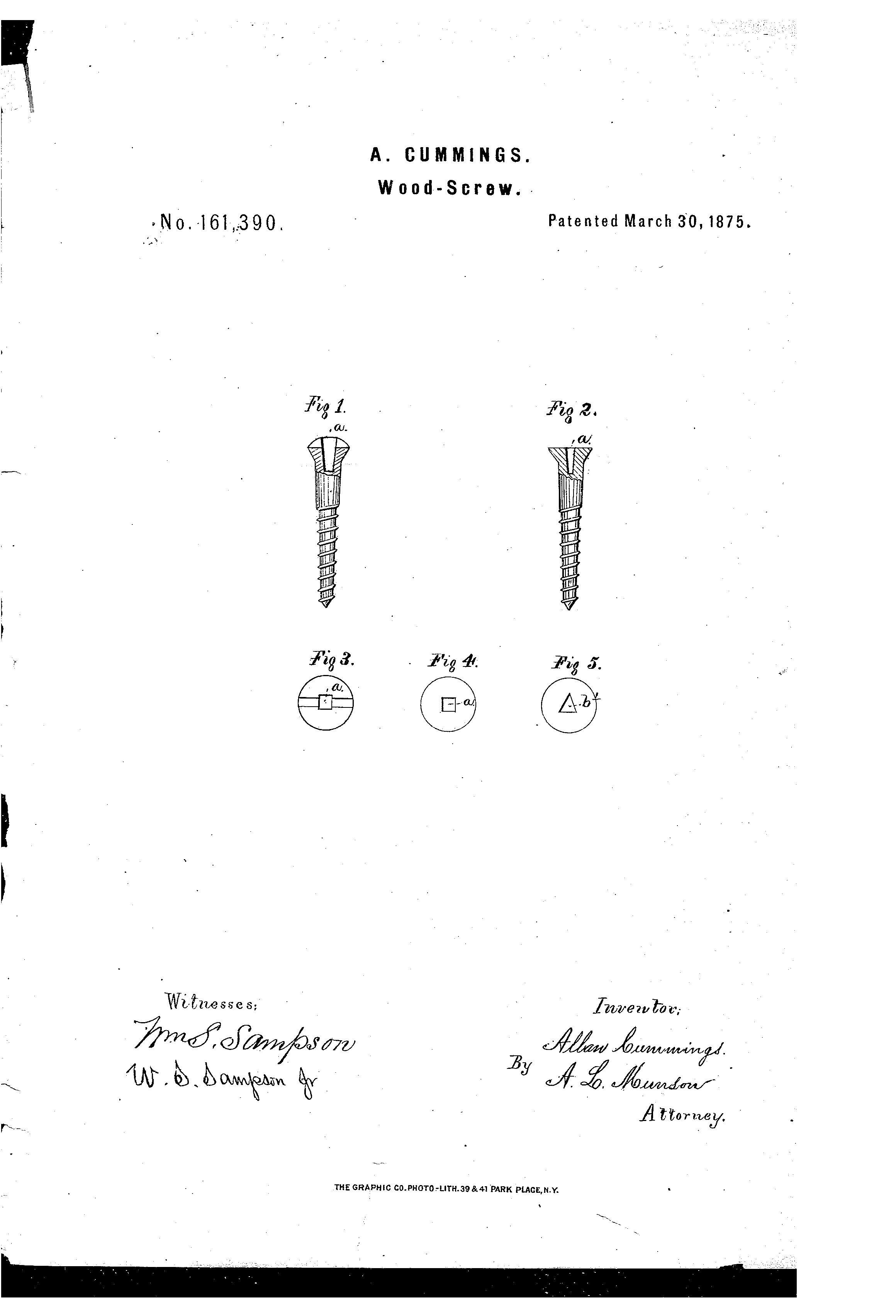
Американський патент № 161390, Allan Cummings, 1875, Шуруп по дереву.
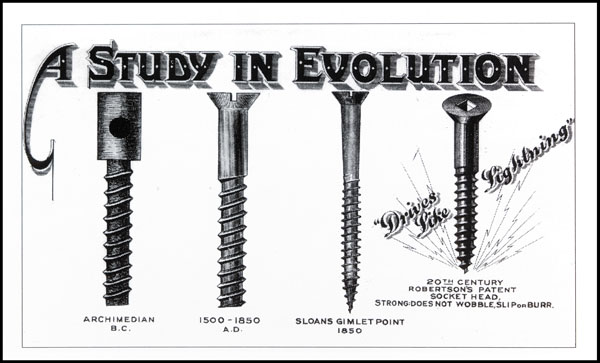
Рекламний буклет «A Study in Evolution»